# 614 г. пр.н.е.

## Събития

### В Азия

#### В Асирия
- Цар на Асирия е Синшаришкун (627 – 612 или 623 – 612 г. пр.н.е.).
- Асирия е нападната от мидийците, които се възползват от изтощителния конфликт с вавилонците и атакуват столицата Ниневия и град Калах. Докато цар Синшаришкун се притичва на помощ на столицата си, нападателите с бърз марш превземат Тарбис, прекосяват река Тигър и разрушават град Ашур.[1]

#### Във Вавилония
- Набополaсар (626 – 605 г. пр.н.е.) е цар на Вавилония.[2]
- Царят се възползва от намесата на мидийците във войната с Асирия и скоро след падането на Ашур пристига с войската си на бойното поле, където сключва формален съюз с мидийския цар Киаксар.[1]

#### В Мидия
- Киаксар (625 – 585 г. пр.н.е.) е цар на Мидия.[3]
- След сключването на съюза с вавилонците, мидийския цар се оттегля с войската си в родината си.[1]

### В Африка

#### В Египет
- Псаметих (664 – 610 г. пр.н.е.) е фараон на Египет.[4][5]